# Adolphe Deloffre

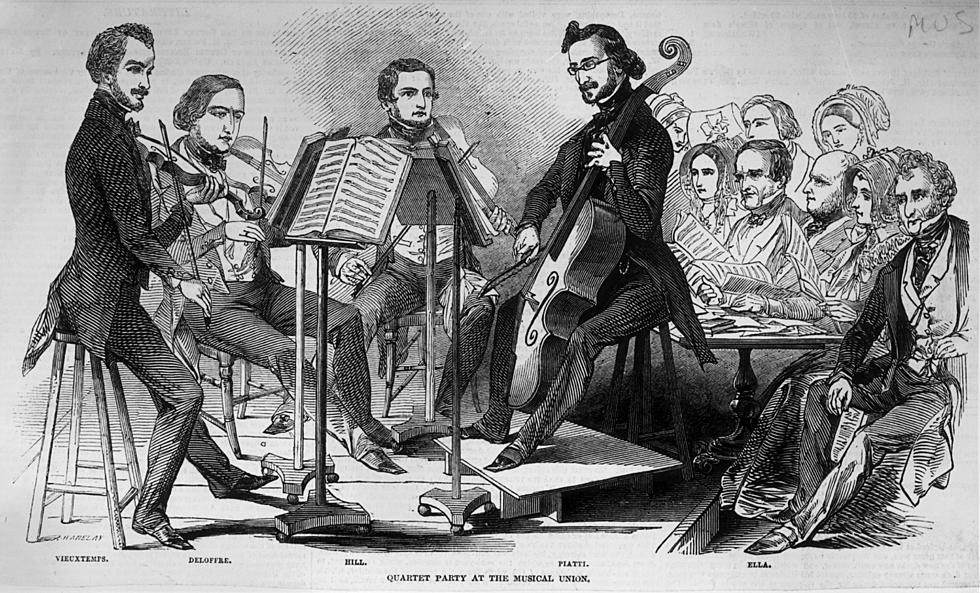
Von links: Henri Vieuxtemps, Adolphe Deloffre, der Engländer Hill, Carlo Alfredo Piatti und John Ella (1846)

Louis Michel Adolphe Deloffre (* 28. Juli 1817 in Paris; † 8. Januar 1876 ebenda) war ein französischer Dirigent und Geiger.
Deloffre ging als junger Mann nach London und wurde dort Erster Violinist am Her Majesty’s Theatre. 1851 kehrte er nach Frankreich zurück und wurde Erster Violinist und ab 1854 Chefdirigent am Théâtre-Lyrique. Zwischen 1858 und 1865 führte er hier in einer Reihe die bedeutendsten Opern Mozarts auf. Weiterhin wurden unter seiner Leitung Webers Oberon (1857), Beethovens Fidelio (1860), Donizettis Don Pasquale und Verdis La traviata (beide 1864) gespielt. Von 1868 bis zu seinem Tode 1876 war er musikalischer Leiter an der Opéra-Comique.
Unter seiner Leitung wurden am Théâtre-Lyrique bzw. der Opéra-Comique einige der bedeutendsten zeitgenössischen französischen Opern uraufgeführt, darunter Faust von Charles Gounod (1859), Les Troyens von Hector Berlioz (1863) und Carmen von Georges Bizet (1875).
| Personendaten    | Personendaten                     |
| ---------------- | --------------------------------- |
| NAME             | Deloffre, Adolphe                 |
| ALTERNATIVNAMEN  | Deloffre, Louis Michel Adolphe    |
| KURZBESCHREIBUNG | französischer Dirigent und Geiger |
| GEBURTSDATUM     | 28. Juli 1817                     |
| GEBURTSORT       | Paris                             |
| STERBEDATUM      | 8. Januar 1876                    |
| STERBEORT        | Paris                             |